# Parafia Najświętszej Maryi Panny Częstochowskiej w Klukowie
Parafia pw. Najświętszej Maryi Panny Częstochowskiej w Klukowie – rzymskokatolicka parafia należąca do dekanatu Szepietowo, diecezji łomżyńskiej, metropolii białostockiej. Siedziba parafii mieści się w Klukowie.

## Historia

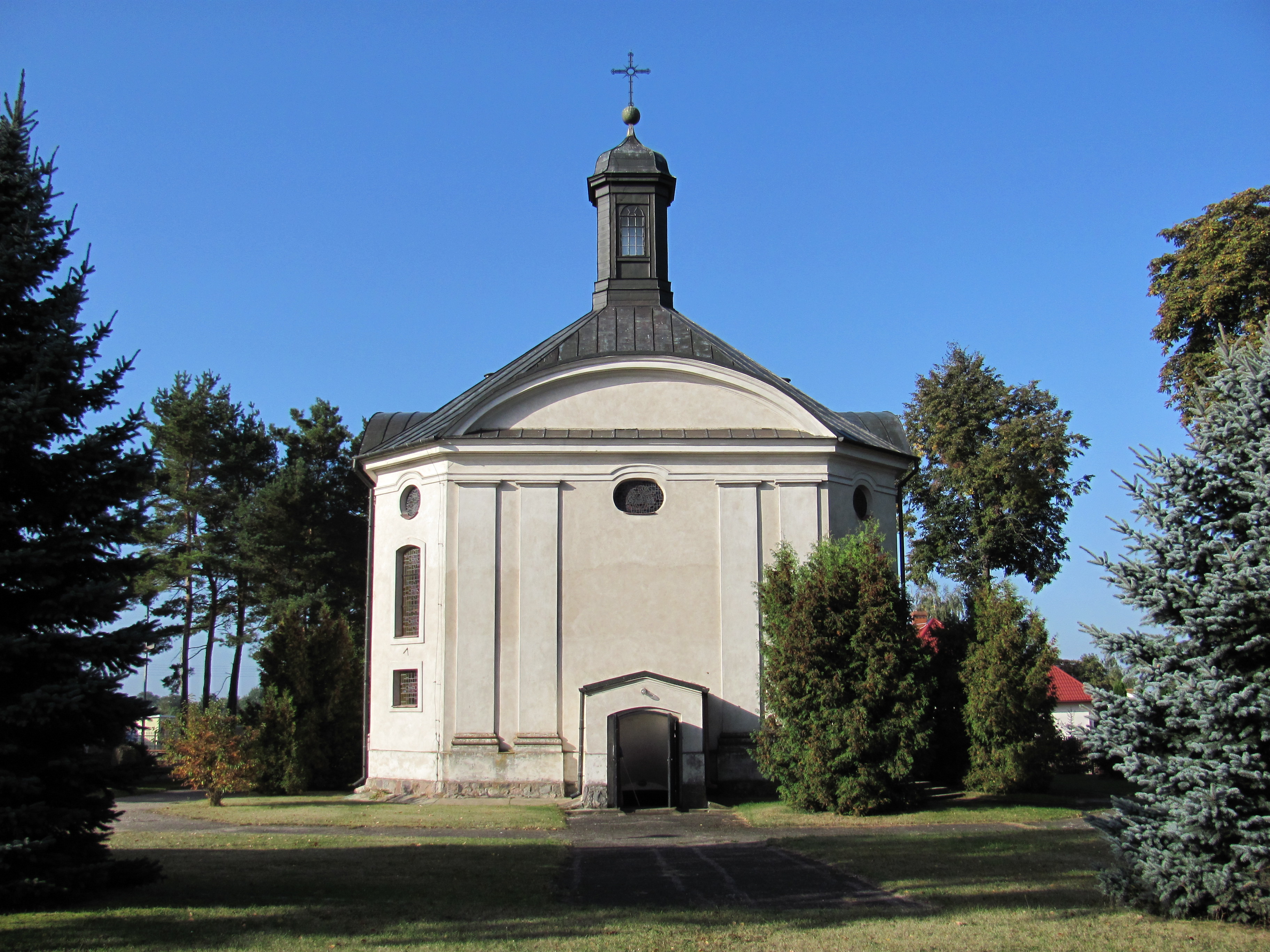
Dawny kościół parafialny pw. św. Józefa Oblubieńca

W 1919 roku gminę Klukowo wraz z powiatem wysokomazowieckim włączono do województwa białostockiego. Samodzielna parafia w Klukowie powstała w tym samym roku.

## Zasięg parafii
Do parafii należą wierni z następujących miejscowości: Klukowo, Dzikowiny, Kapłań, Klukowo-Kolonia, Lubowicz-Kąty, Łuniewo Wielkie, Piętki-Basie, Piętki-Gręzki, Piętki-Szeligi, Sobolewo i Żabiniec.

## Miejsca święte
Kościół parafialny
W latach 1997–1999 staraniem ks. prob. Ryszarda Niwińskiego został wybudowany nowy kościół murowany pw. Najświętszej Maryi Panny Częstochowskiej. Aktualnie trwają prace wykończeniowe przygotowujące świątynię do poświęcenia. Na prośbę proboszcza dekretem Biskupa łomżyńskiego Stanisława Stefanka został zmieniony tytuł parafii na NMP Częstochowskiej.
Kościoły filialne i kaplice